# 돤원닝
돤원닝(중국어: 段文凝, 병음: Duàn Wénníng, 1983년 5월 4일 ~)는 일본에서 활약하는 중국 출신의 탤런트이다. 소속사는 스카이코퍼레이션이다. 일본에 오기 전에는 내레이터, 아나운서였다. 키 160cm이고, 혈액형은 B형이다. 일본에선 단분교로 불린다.
톈진 사범대학을 졸업하고 2009년 중국의 톈진 TV에서 소속 탤런트로써, 주로 사회 또는 내레이터였다. 2011년 4월부터 중국문화예술센터 주식회사에서 추천을 받아, NHK 교육텔레비전 TV중국어강좌에 진행자로 출연중이다. 이 때 유학생으로 와세다 대학교 대학원 정치학 연구과 저널리즘과정에 입학하였으며, 2014년 3월에 졸업하였다.